# فيليب بروكتور
فيليب بروكتور (بالإنجليزية: Philip Proctor)‏ (و. 1940  م) هو مؤدي أصوات، وممثل مسرحي، وكاتب سيناريو، ومونتير أمريكي، ولد في غوشين، بدأ مشواره المهني سنة 1962.

## التعليم
تعلم في جامعة ييل
.

## جوائز
حصل على جوائز منها:

جائزة المسرح العالمي (1964)

## وصلات خارجية
- فيليب بروكتور على موقع IMDb (الإنجليزية)
- فيليب بروكتور على موقع ألو سيني (الفرنسية)
- فيليب بروكتور على موقع ميوزك برينز (الإنجليزية)
- فيليب بروكتور على موقع أول موفي (الإنجليزية)
- فيليب بروكتور على موقع قاعدة بيانات برودواي على الإنترنت (الإنجليزية)
- فيليب بروكتور على موقع قاعدة بيانات الأفلام السويدية (السويدية)
- فيليب بروكتور على موقع أول ميوزيك (الإنجليزية)
- فيليب بروكتور على موقع ديسكوغز (الإنجليزية)
- فيليب بروكتور على موقع قاعدة بيانات الفيلم (الإنجليزية)
- فيليب بروكتور على موقع كينوبويسك (الروسية)